# Chuck Berg
Charles Merrell „Chuck“ Berg (* 1940 oder 1941; † 26. Juli 2016 in Lawrenze, Kansas) war ein US-amerikanischer Filmwissenschaftler, Autor und Jazzmusiker (Tenorsaxophon, Querflöte). Er war an der University of Kansas als Hochschullehrer tätig.

## Leben und Wirken
Berg war seit 1977 an der University of Kansas als Professor für Film- und Medienwissenschaft am Department of Theatre and Film tätig. Seine Forschungsschwerpunkte waren der amerikanische Film und die Populärkultur. Er verfasste An Investigation of the Motives for and Realization of Music to Accompany the American Silent Film (1976). Zuletzt erschien sein Werk The Encyclopedia of Orson Welles (2003). Ferner fungierte er als Berater der Herausgeber des Journal of Film and Video und als Herausgeber des Journal of Dramatic Art and Criticism und des Journal of Popular Music and Society.
Berg war stimmberechtigtes Mitglied der National Academy of Recording Arts and Sciences (NARAS), die die Grammy Awards präsentiert, und war für die Bereiche Film und Video in der International Association of Jazz Educators zuständig. Es schrieb als Jazzkritiker für die Zeitschriften JazzTimes, Down Beat, Jazz Educators Journal, American Music, Coda, Kansas City Star und das Topeka Capital-Journal. Zudem verfasste er bis 2009 eine Reihe von Liner Notes für die Alben von Jazzgrößen wie Coleman Hawkins, Jay McShann, Claude Williams, Eric Dolphy, Art Pepper, Marian McPartland, Keith Jarrett (The Impulse Years 1973–1974), Dave Liebman, Fred Hersch, Joanne Brackeen, Mary Lou Williams und Lee Ritenour. U. a. mit Dave Liebman und Richie Beirach war er Co-Autor des Buchs Lookout Farm: A Case Study of Improvisation for Small Jazz Group. Er schrieb ferner Beiträge für die Lexika The Oxford Companion to Jazz, The Gramophone Guide to CD Jazz und den All Music Guide to Jazz.
Daneben betätigte er sich als Musiker in seiner Heimatstadt und leitete auch ein eigenes Ensemble (Chuck Berg and Friends); er trat u. a. mit Roy Eldridge und Maynard Ferguson auf. 1988 wirkte er an dem Album Blame It on the Music von Sherry Jones mit.
Berg starb am 26. Juli 2016 im Alter von 75 Jahren in Lawrence, Kansas.

## Publikationen
- David Liebman, Richard Beirach, Frank Tusa, Jeff Williams, Badal Roy: Lookout Farm: A Case Study of Improvisation for Small Jazz Group. Almo Publications, Hollywood, Kalifornien, 1978
- Chuck Berg/Tom Erskine, mit John C. Tibbetts, James M. Welsh: The Encyclopedia of Orson Welles. From The Hearts of Age to F For Fake. Facts On File, Inc., [Great Filmmakers], New York 2003, ISBN 0816043914 / 0-8160-4391-4